# Coryphoideae
Coryphoideae é uma subfamília de palmeiras da família Arecaceae.